# Ketty La Rocca
Ketty La Rocca (* 14. Juli 1938 in La Spezia; † 7. Februar 1976 in Florenz) war eine italienische Konzept- und Body-Art-Künstlerin sowie eine Dichterin der Visuellen Poesie.

## Leben
1964 begann La Rocca mit Collagen. Seit den 1970ern entwickelte sie ihre performativen Serien, in denen sie die Sprache der Hände mit Worten kombinierte. La Roccas Untersuchung gilt der Sprache, der sie zutiefst misstraute, den Bildern und stereotypen Zeichen der Alltagswelt mit dem Ziel, die herrschende Politik der Körper sichtbar zu machen.
1972 war sie mit dem Video Appendice per una supplica / Anhang für eine Bittschrift auf der Biennale di Venezia vertreten. Sie arbeitete auch mit Spiegel- und Metallobjekten, Textgemälden und einzelnen aus schwarzem Kunststoff gefertigten Buchstaben. Sie werden an die Wand geklebt oder wie Skulpturen frei im Raum platziert. Das „I“ und das „J“ stehen dabei für das englische bzw. französische „Ich“.
Ketty La Roccas Werk Riduzioni war 2015 auf der Ausstellung Feministische Avantgarde der 1970er Jahre in der Hamburger Kunsthalle zu sehen. Weitere Künstlerinnen waren u. a. Valie Export, Ana Mendieta, Lynda Benglis, Gina Pane, Eleanor Antin und Cindy Sherman.

## Ausstellungen (Auswahl)
- 2015: Feministische Avantgarde der 1970er-Jahre. Werke aus der Sammlung Verbund, Wien, Hamburger Kunsthalle.[5]
- 2017: Woman. Feministische Avantgarde der 1970er-Jahre aus der Sammlung Verbund, MUMOK, Wien.[6]
- 2017–2018: Feministische Avantgarde der 1970er-Jahre aus der Sammlung Verbund, Wien.[7] Zentrum für Kunst und Medien, Karlsruhe, DE.[8]
- 2018–2019: Feminist Avant-garde / Art of the 1970s Sammlung Verbund Collection, Vienna, The Brno House of Arts, Brünn, Tschechien.[9]